# Bistum Nashville
Das Bistum Nashville (lateinisch Dioecesis Nashvillensis, englisch Diocese of Nashville) ist ein amerikanisches Bistum, welches am 28. Juli 1837 in Nashville, Tennessee gegründet wurde und aus dem Bistum Bardstown hervorging.

## Bischöfe
- Richard Pius Miles OP, 28. Juli 1837 – 21. Februar 1860
- James Whelan OP, 21. Februar 1860 – 12. Februar 1864
- Patrick Augustine Feehan, 7. Juni 1865 – 10. September 1880, dann Erzbischof von Chicago
- Joseph (James) Rademacher, 3. April 1883 – 15. Juli 1893, dann Bischof von Fort Wayne
- Thomas Sebastian Byrne, 10. Mai 1894 – 4. September 1923
- Alphonse John Smith, 23. Dezember 1923 – 16. Dezember 1935
- William Lawrence Adrian, 6. Februar 1936 – 4. September 1969
- Joseph Aloysius Durick, 10. September 1969 – 2. April 1975
- James Daniel Niedergeses, 8. April 1975 – 13. Oktober 1992
- Edward Urban Kmiec, 13. Oktober 1992 – 12. August 2004, dann Bischof von Buffalo
- David Raymond Choby, 20. Dezember 2005 – 3. Juni 2017
- Mark Spalding, seit 21. November 2017

## Weblinks

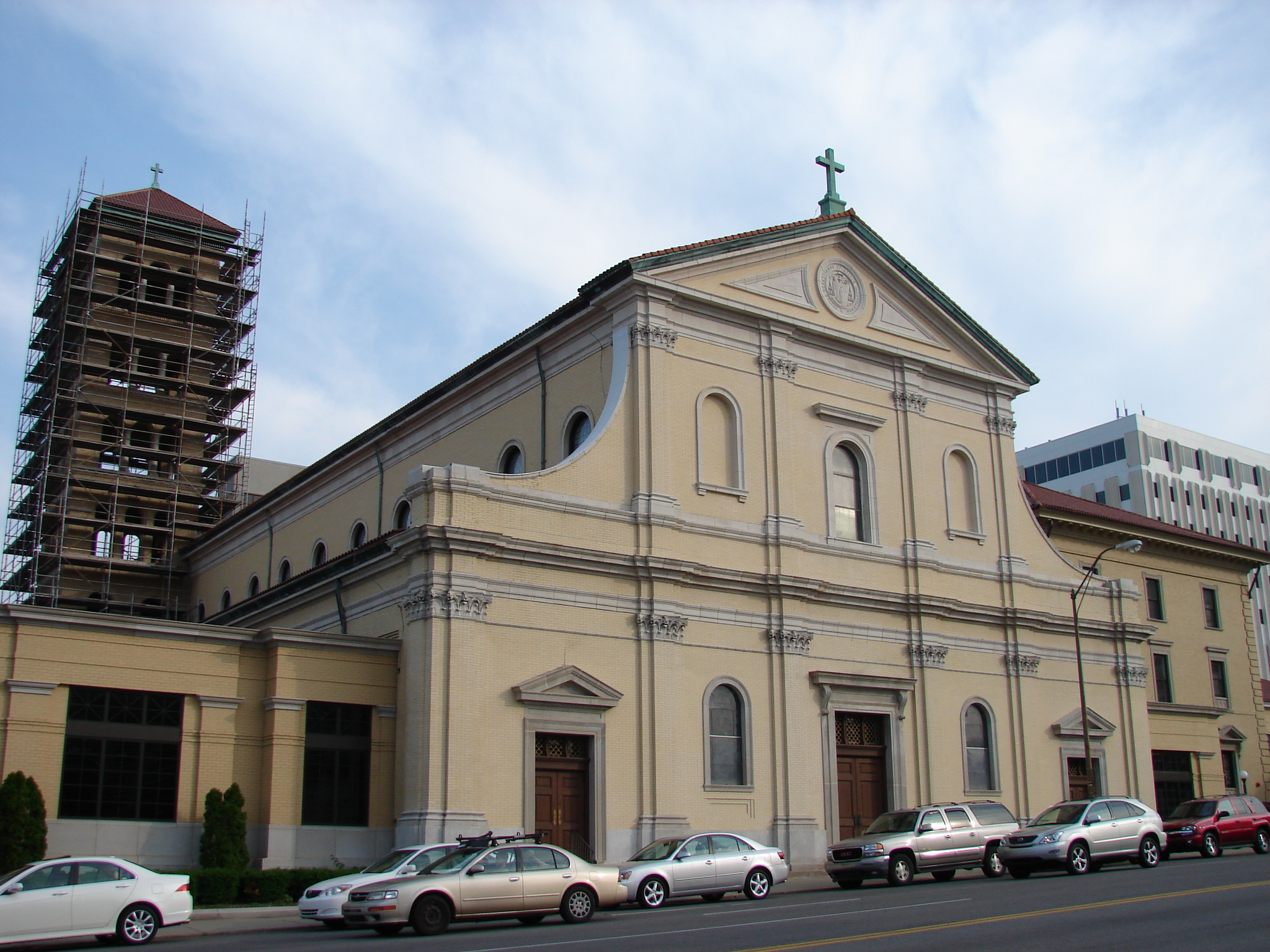
Kathedrale der Inkarnation in Nashville